# Anvarzjon Solijev
Anvarjon Solijev (uzbekiska: Анваржон (Анвар) Солиев, Anvarzjon (Anvar) Solijev), född den 5 februari 1978 i Namangan, Uzbekistan, är en uzbekisk fotbollsspelare som spelat för Navbahor Namangan, Pachtakor Tosjkent, Nasaf Qarshi och FC Bunyodkor i den uzbekiska ligan.Sedan säsongen 2008 spelar han i FC Bunyodkor. Han gjorde debut i Uzbekistans herrlandslag i fotboll 2001 och har spelat 48 matcher och gjort 8 mål i landslaget mellan 2001 och 2009.